# Schlacht von Trifanum
Die Schlacht von Trifanum fand während des Zweiten Latinerkrieges im Jahr 338 v. Chr. statt. Die genaue Lage des Schlachtortes ist unbekannt, er wird meist in der heutigen Provinz Caserta lokalisiert.
Nach dem Sieg in der Schlacht am Vesuv im Vorjahr drängten die Römer auf eine endgültige Entscheidung im Kampf gegen die rebellierenden Latiner. Auf römischer Seite kommandierte erneut Manlius Imperiosus. Rom blieb auch in dieser Schlacht siegreich und konnte den Krieg durch die Besetzung Antiums beenden. Der Latinische Bund in der alten Form wurde aufgelöst und die Städte durch unterschiedliche Rechtsverhältnisse direkt mit Rom verbunden. Eine Stadt konnte dabei entweder eine „gleichberechtigte“ oder eine untergeordnete Stellung erhalten. Dies hing vom Verhalten ihrer Bewohner gegenüber Rom ab.